# 1928 год в СССР

## Январь
- 7 января — Первый полёт самолёта У-2 («Кукурузник») конструкции Н. Н. Поликарпова.
- 17 января — Троцкий выслан из Москвы в Алма-Ату. Учащаются аресты оппозиционеров.
- 19 января — в советской печати объявлено о том, что 30 оппозиционеров, включая Троцкого, отправлены в ссылку.

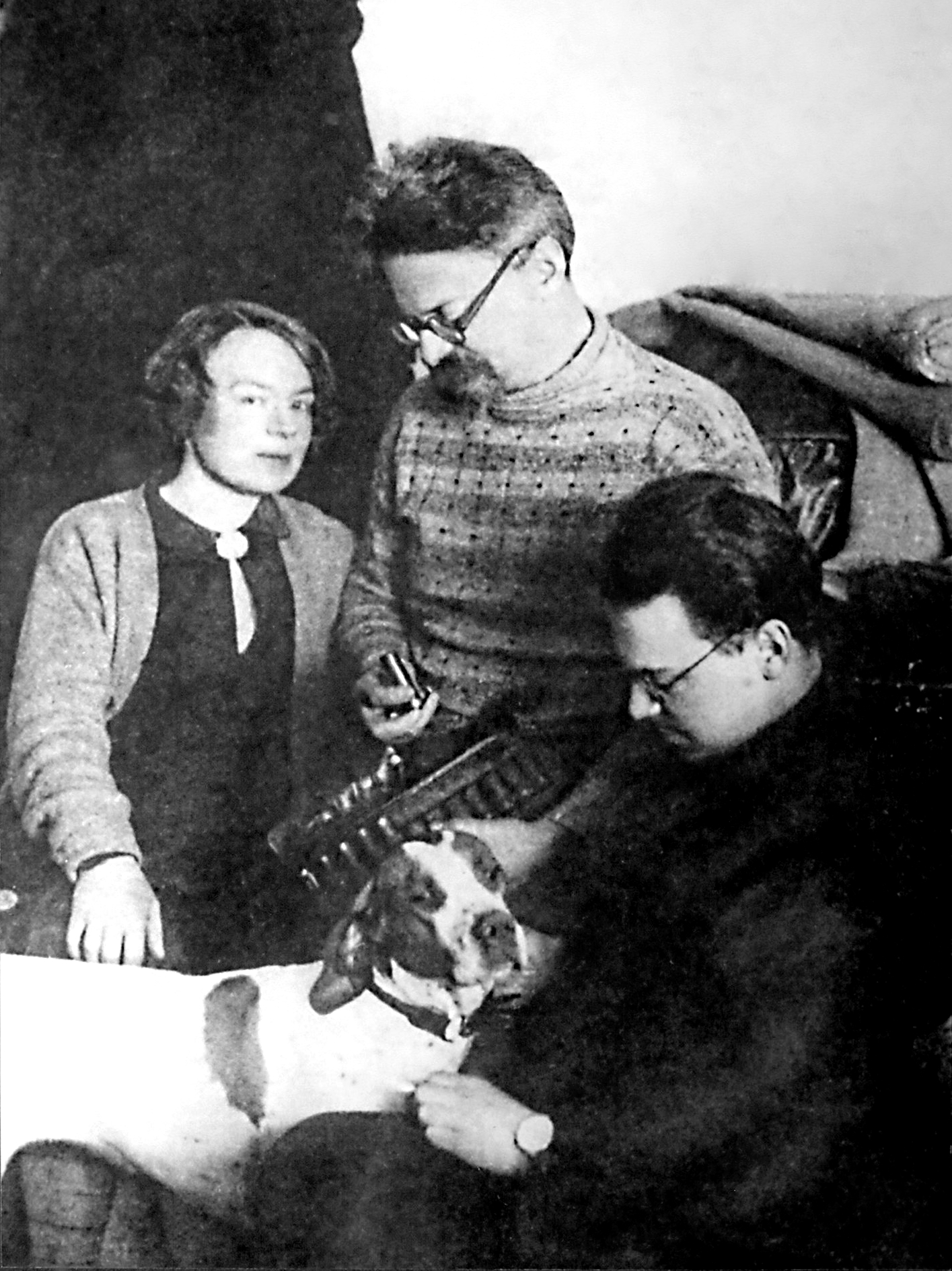
Лев Троцкий, его жена Наталья и сын Лев в ссылке в Алма-Ате

- 24 января — Поэтический вечер «Три левых часа»

## Март
- 17 марта — в Москве открылся IV Конгресс Профинтерна
- 30 марта — На заводе АМО был выпущен 1000 автомобиль.
- март — Усиление разногласий внутри партии по поводу выработки экономической стратегии. Сталин утверждает, что необходимо ускоренными темпами развивать тяжёлую промышленность и проводить коллективизацию сельского хозяйства. «Правые» во главе с Н. Бухариным, А. Рыковым и М. Томским стоят за продолжение нэпа и союз с крестьянством.

## Апрель
- 25 апреля — В Брюсселе умер «Чёрный барон»[1].

## Май

Защитники на «Шахтинском процессе» знакомятся с документами обвинения.

- 18 мая — 6 июля — Шахтинский процесс. Начало наступления на старых специалистов в СССР.
- 29 мая — в Азербайджанской ССР декретом ЦИК АзССР введено всеобщее обязательное начальное обучение

## Июнь
- 3 июня — советский радиолюбитель Николай Шмидт из посёлка Вохма Костромской области первым в мире поймал на самодельный приёмник сигнал бедствия от экипажа итальянского дирижабля «Италия» под командованием Умберто Нобиле, потерпевшего катастрофу в Арктике.

## Июль
- 4—12 июля — Пленум ЦК ВКП(б), на котором Сталин выступил с речью «Об индустриализации и хлебной проблеме». «Правые» (Бухарин, Томский, Рыков) резко критиковали экономическую политику Сталина за отказ от продолжения НЭПа.
- 11 июля — Состоялась тайная встреча Н.Бухарина и Л. Каменева.
- 12 июля — Советский ледокол «Красин» добрался до последних членов потерпевших крушение арктической экспедиции
- 17 июля — 1 сентября — VI конгресс Коминтерна. Принятие программы Коммунистического Интернационала, разрыв с «правыми элементами», возврат к оборонительной тактике, направленной в первую очередь против социал-демократов.

VI Конгресс коммунистического интернационала

## Август
- 12 августа
  - в Москве открыт Парк культуры и отдыха (Центральный парк культуры и отдыха им. М.Горького)
  - В Москве открылась Всесоюзная спартакиада. На соревнования прибыли спортсмены из 17 стран
- 23 августа — в Данциге спущен на воду лайнер «Магдалена» (впоследствии советский теплоход «Победа»).

## Сентябрь
- 6 сентября — СССР присоединился к пакту Бриана — Келлога о разрешении международных противоречий мирным путём
- 7 сентября — учреждён общесоюзный Орден Трудового Красного Знамени.
- 30 сентября — Конфликт между «правыми» и Сталиным вынесен на широкое обсуждение после публикации в «Правде» статьи Н. Бухарина «Заметки экономиста», где вновь утверждает, что необходимо сохранять союз с крестьянством.

## Октябрь
- 1 октября — Официальное начало первой пятилетки, контрольные показатели которой определены весьма произвольно. Абсолютный приоритет отдан развитию тяжёлой индустрии (78 % всех капиталовложений в промышленность); коллективизация должна проводиться медленными темпами (17,5 % обрабатываемых земель), однако на практике она будет резко ускорена.

## Ноябрь
- 1 ноября — между СССР и Йеменским Мутаваккилийским Королевством заключён договор о дружбе и торговле.
- 4 ноября — Пущен завод электрооборудования в Москве
- 7 ноября — вступил в строй нефтепровод Грозный — Туапсе протяжённостью 618 км.
- 16—24 ноября — Пленум ЦК ВКП(б). Под влиянием Сталина пленум осудил «правый оппортунистический уклон» в партии, не называя имён оппозиционеров.

## Декабрь
- 10—24 декабря — VIII съезд профсоюзов. На нём прозвучала критика в адрес Томского, который впоследствии в июне 1929 года был снят с поста председателя ВЦСПС.
- 15 декабря — Новый земледельческий кодекс, урезающий права крестьян по сравнению с 1922 годом.
- В СССР запрещена продажа рождественских ёлок как религиозного пережитка.

## Без точных дат
- В СССР проводится массовая ликвидация неграмотности взрослого населения путём введения обязательного начального образования.
- Первая в СССР демонстрация системы звуковой кинематографии, изобретённой А. Ф. Шориным.
- Основан Московский Технологический колледж.
- Завершена Центрально-Азиатская экспедиция Николая Рериха.
- В СССР набирает обороты вывоз за рубеж произведений искусства. Вырученные средства идут на финансирование индустриализации.